# O. J. Mayo
Ovinton J'Anthony "O.J." Mayo (Huntington, West Virginia, 5 de noviembre de 1987) es un jugador de baloncesto estadounidense que pertenece a la plantilla del Zamalek SC de la Egyptian Basketball Super League. Con 1,93 metros de altura, juega en la posición de escolta.

## Inicios
Mayo nació cuando su madre, Alisha Mayo, tenía 17 años. Su padre, Kenny Ziegler, jugó al baloncesto en el Instituto Huntington y ganó un título estatal con el equipo. La primera mención pública de Mayo fue en el periódico Ashland Daily Independent, en un artículo llamado Fenómeno el 21 de enero de 2001, cuando solamente contaba con 13 años de edad. En el artículo ya se le mencionaba como uno de los mejores bases de su generación.
Mayo se trasladó del Instituto Huntington al Instituto Rose Hill Christian, una escuela privada en Ashland, Kentucky, ya que los atletas estudiantes en Kentucky pueden practicar deportes de instituto como si fueran de séptimo grado. En séptimo grado, jugando contra juniors (estudiantes de tercer año en el instituto) y seniors (de cuarto año) de instituto, sus estadísticas eran a menudo superiores a las de jugadores cinco años por encima de él. En su primer partido en el equipo anotó 27 puntos, cogió 7 rebotes y robó tres balones.
Durante su año de séptimo grado en enero de 2002, Mayo fue mencionado en Sports Illustrated y en CBS Sportsline.com, y se realizaron artículos sobre él en el The Courier-Journal (Louisville, Kentucky), en el Herald-Dispatch (Huntington, West Virginia) y en el USA Today.
Tras la finalización de la temporada de baloncesto durante su año de octavo grado, Mayo se trasladó a Cincinnati con Dwaine Barnes, un viejo amigo de la familia a quien Mayo llamaba su "abuelo", y pidió asistir al Instituto North College Hill, cerca de Cincinnati, donde se juntó con su amigo Bill Walker. Juntos ganaron en dos ocasiones los títulos estatales de la División III de Ohio.

## Trayectoria deportiva

### Instituto
En 2006, con 18 años, fue seleccionado Mr. Basketball de Ohio y Mejor Jugador del Año de la Associated Press Division III por segunda temporada consecutiva. Promedió cerca de 29 puntos, 9 rebotes y 6 asistencias por partido. A partir de entonces ganó atención nacional y apareció en las páginas de Sports Illustrated, entre otras publicaciones.
En febrero de 2006, Mayo congregó al mayor público jamás visto en un partido de instituto en Cincinnati, Ohio. Más de 16.000 espectadores vieron caer a North College Hill ante el número uno de la nación, Oak Hill Academy. Mayo estaba considerado un jugador capaz de dar el salto directamente desde el instituto a la NBA, pero un acuerdo entre la NBA y sus jugadores estableció una norma en la que se prohibía el paso a la NBA sin haber jugado al menos un año en la universidad. El 5 de junio de 2006, ESPN anunció que Mayo acudiría a la Universidad del Sur de California. Dos días después, la WSAZ-TV informó que Mayo solo consideró dos universidades más; la de Kansas State y la de Florida.
En enero de 2007, Mayo supuestamente agredió al árbitro Mike Lazo tras ser expulsado en el partido que les enfrentaba al Instituto Capital en el Charleston Civic Center. De acuerdo a las reglas de la Comisión de Actividades de la Escuela de Secundaria de West Virginia, el jugador fue sancionado con dos partidos de suspensión. Sin embargo, gracias al vídeo se demostró que Lazo reaccionó exageradamente y fingió el incidente, por lo que de manera posterior se levantaron las sanciones a Mayo y a los otros cinco jugadores que fueron sancionados durante aquel partido. Sorprendentemente, más tarde, la orden restrictiva que levantó la sanción fue anulada y se castigó a Mayo con tres partidos.
El 9 de marzo de 2007, Mayo y otras tres personas fueron citados por el Departamento del Sheriff del Cabell County por posesión de marihuana. Los agentes encontraron el cannabis en un coche en el que Mayo era pasajero y, ya que nadie afirmó ser el portador de la droga, todos los ocupantes fueron multados. Las acusaciones sobre Mayo fueron retiradas el 12 de marzo de 2007 después de que uno de los pasajeros del vehículo tomó la responsabilidad de la marihuana.
El 17 de marzo de 2007, el Instituto Huntington ganó su tercer campeonato consecutivo de baloncesto en el estado de Virginia Occidental tras ganar a South Charleston por un abultado 103-61. Mayo finalizó con un triple-doble; 41 puntos, 10 rebotes y 11 asistencias. Aquella temporada lideró a su equipo con unos promedios de 28.4 puntos por partido y ganó el Premio Bill Evans (mejor jugador del año de baloncesto masculino en el estado).

### Universidad
Mayo se matriculó en la Universidad del Sur de California en el verano de 2007. Mientras esperaba a que comenzara la temporada, Mayo se enfrentó a jugadores de la NBA como Kobe Bryant, Sam Cassell, Kevin Garnett, Mike Dunleavy, Jr., Jason Kidd, Adam Morrison, J. J. Redick y al retirado Michael Jordan.
Mayo comenzó su primera temporada universitaria perdiendo ante Mercer pero firmando 32 puntos, 7 rebotes y 4 asistencias. El siguiente partido se tradujo en victoria por 74-47 sobre The Citadel, con Mayo anotando 16 puntos, capturando 7 rebotes y repartiendo 5 asistencias. Su mejor partido fue ante Arizona, donde a pesar de la derrota anotó 37 puntos, su tope personal. En el Torneo de la Pacific-10 Conference de 2008, los Trojans de Mayo perdieron ante la UCLA de Kevin Love en semifinales. Tanto Love como Mayo fueron seleccionados en el mejor quinteto del torneo. En su debut en el torneo de la NCAA con los Trojans, Mayo consiguió 20 puntos pero su equipo perdió ante Kansas State de Michael Beasley.
Mayo no disputó su segunda temporada, decidiendo presentarse al Draft de la NBA de 2008.

#### Estadísticas
| Año     | Equipo | PJ | PT | MPP  | %TC  | %3P  | %TL  | RPP | APP | ROB | TPP | PPP  |
| ------- | ------ | -- | -- | ---- | ---- | ---- | ---- | --- | --- | --- | --- | ---- |
| 2007–08 | USC    | 33 | 32 | 36.8 | .442 | .409 | .803 | 4.5 | 3.3 | 1.5 | 0.4 | 20.7 |

### Profesional

#### NBA
El 26 de junio de 2008, Mayo fue seleccionado 3º por Minnesota Timberwolves, aunque más tarde fue traspasado a Memphis Grizzlies junto con Marko Jarić, Antoine Walker y Greg Buckner a cambio de los derechos del novato Kevin Love, Mike Miller, Brian Cardinal y Jason Collins. En su debut en las Ligas de Verano de la NBA, Mayo lideró a la victoria a los Grizzlies sobre New Orleans Hornets con 15 puntos.
O. J. Mayo logró al menos 10 puntos en sus primeros 21 partidos en la NBA. Durante su primera temporada en la liga, Mayo anotó 30 o más puntos en siete ocasiones, finalizando con 18.5 puntos de promedio por partido y segundo en la votación por el Rookie del Año detrás de Derrick Rose.
Tras cuatro temporadas en Memphis, el 19 de julio de 2012, firmó un contrato de dos años con Dallas Mavericks.
El 13 de julio de 2013, Mayo firmó con Milwaukee Bucks.
Después de tres temporadas en Milwaukee, con varias lesiones hasta que el 10 de marzo de 2016, finalmente es descartado para toda la temporada al fracturarse el tobillo derecho.

#### Suspensión y Puerto Rico
El 1 de julio de 2016, mientras se recuperaba de la lesión, Mayo fue suspendido de la NBA por saltarse el programa antidrogas, con una sanción de dos años hasta el inicio de la 2018–19.
El 4 de abril de 2018, firmó con Atléticos de San Germán de la Baloncesto Superior Nacional de Puerto Rico. El 27 de junio de 2018, Mayo fue liberado, habiendo jugado como titular 18 de los 21 encuentros que disputó.

#### Asia
El 22 de octubre de 2018, firma con los Dacin Tigers Super Basketball League (Taiwán).
Al terminar la temporada en Taiwán se marchó a China para firmar con los Hunan Jinjian Miye de la National Basketball League (la segunda división China).
El 17 de octubre de 2019, se une a los Fubon Braves de Taipéi de la Liga de Baloncesto de la ASEAN.
El 23 de junio de 2020, Mayo firma con los Liaoning Flying Leopards de la Chinese Basketball Association (CBA). Anotó 44 puntos ante Fujian Sturgeons (de Ty Lawson). El 26 de julio le nombraron "CBA Player of the Month". Tras 15 encuentros de liga regular, Mayo promedió 28.4 puntos, 7.1 rebotes y 4.3 asistencias, con un 57% en tiros de campo. El 13 de noviembre, su récord personal con 48 puntos ante Qingdao Eagles.

#### Europa
El 18 de septiembre de 2021 se hace oficial su fichaje por el UNICS Kazan de la VTB.

#### Egipto
En diciembre de 2022, se une al club egipcio Zamalek SC de la Egyptian Basketball Super League.

### Selección nacional
Mayo fue miembro de la segunda escuadra de la selección de baloncesto de Estados Unidos que ayudó a prepararse al equipo que compitió en los Juegos Olímpicos de Beijing 2008.

## Estadísticas de su carrera en la NBA

### Temporada regular
| Año     | Equipo    | PJ  | PT  | MPP  | %TC  | %3P  | %TL  | RPP | APP | ROB | TPP | PPP  |
| ------- | --------- | --- | --- | ---- | ---- | ---- | ---- | --- | --- | --- | --- | ---- |
| 2008-09 | Memphis   | 82  | 82  | 38.0 | .438 | .384 | .879 | 3.8 | 3.2 | 1.1 | .2  | 18.5 |
| 2009-10 | Memphis   | 82  | 82  | 38.0 | .458 | .383 | .809 | 3.8 | 3.0 | 1.2 | .2  | 17.5 |
| 2010-11 | Memphis   | 71  | 17  | 26.3 | .407 | .364 | .756 | 2.4 | 2.0 | 1.0 | .4  | 11.3 |
| 2011-12 | Memphis   | 66  | 0   | 26.8 | .408 | .364 | .773 | 3.2 | 2.6 | 1.1 | .4  | 12.6 |
| 2012-13 | Dallas    | 82  | 82  | 35.5 | .449 | .407 | .820 | 3.5 | 4.4 | 1.1 | .3  | 15.3 |
| 2013-14 | Milwaukee | 52  | 23  | 25.9 | .407 | .370 | .864 | 2.4 | 2.2 | .5  | .3  | 11.7 |
| 2014-15 | Milwaukee | 71  | 15  | 23.9 | .422 | .357 | .827 | 2.6 | 2.8 | .8  | .3  | 11.4 |
| 2015-16 | Milwaukee | 41  | 24  | 26.6 | .371 | .321 | .775 | 2.6 | 2.9 | 1.2 | .2  | 7.8  |
| Total   | Total     | 547 | 325 | 30.9 | .429 | .373 | .820 | 3.1 | 2.9 | 1.0 | .3  | 13.8 |

### Playoffs
| Año   | Equipo    | PJ | PT | MPP  | %TC  | %3P  | %TL   | RPP | APP | ROB | TPP | PPP  |
| ----- | --------- | -- | -- | ---- | ---- | ---- | ----- | --- | --- | --- | --- | ---- |
| 2011  | Memphis   | 13 | 2  | 27.8 | .388 | .408 | .793  | 3.2 | 2.4 | .8  | .3  | 11.3 |
| 2012  | Memphis   | 7  | 0  | 23.3 | .274 | .292 | .778  | 3.6 | 2.1 | 1.3 | .1  | 8.9  |
| 2015  | Milwaukee | 6  | 0  | 26.0 | .333 | .316 | 1.000 | 3.3 | 3.0 | 1.2 | .2  | 9.0  |
| Total | Total     | 26 | 2  | 26.2 | .348 | .359 | .824  | 3.3 | 2.5 | 1.0 | .2  | 10.1 |